# Hoplopleura ondatraria
Hoplopleura ondatraria är en insektsart som beskrevs av H. T. Teng 1980. Hoplopleura ondatraria ingår i släktet Hoplopleura och familjen gnagarlöss. Inga underarter finns listade i Catalogue of Life.